# Марія Генрієтта Австрійська (1883—1956)
Марія Генрієтта Австрійська (нім. Maria Henrietta von Österreich, також Марія Генрієтта Австро-Тешенська, нім. Maria Henrietta von Österreich-Teschen та Марія Генрієтта Габсбург-Лотаринзька, нім. Maria Henrietta von Habsburg-Lothringen; 10 січня 1883 — 2 вересня 1956) — ерцгерцогиня Австрійська з династії Габсбургів, донька герцога Тешенського Фрідріха та принцеси Ізабелли фон Крой, дружина принца Готтфріда Гогенлое-Вальденбурга-Шиллінгсфюрста.

## Біографія
Марія Генрієтта народилася 10 січня 1883 року у Прессбурзі. Вона була другою дитиною та другою донькою в родині австрійського ерцгерцога Фрідріха та його дружини Ізабелли фон Крой. Дівчинка мала старших сестер Марію Крістіну та Марію Анну. Згодом сім'я поповнилася молодшими дітьмиː Наталією, Стефанією, Габріелою, Ізабеллою, Марією Алісою та Альбрехтом.
Коли дівчині було 12, батько успадкував Тешенське герцогство. Сім'я відразу стала однією з найзаможніших в імперії.

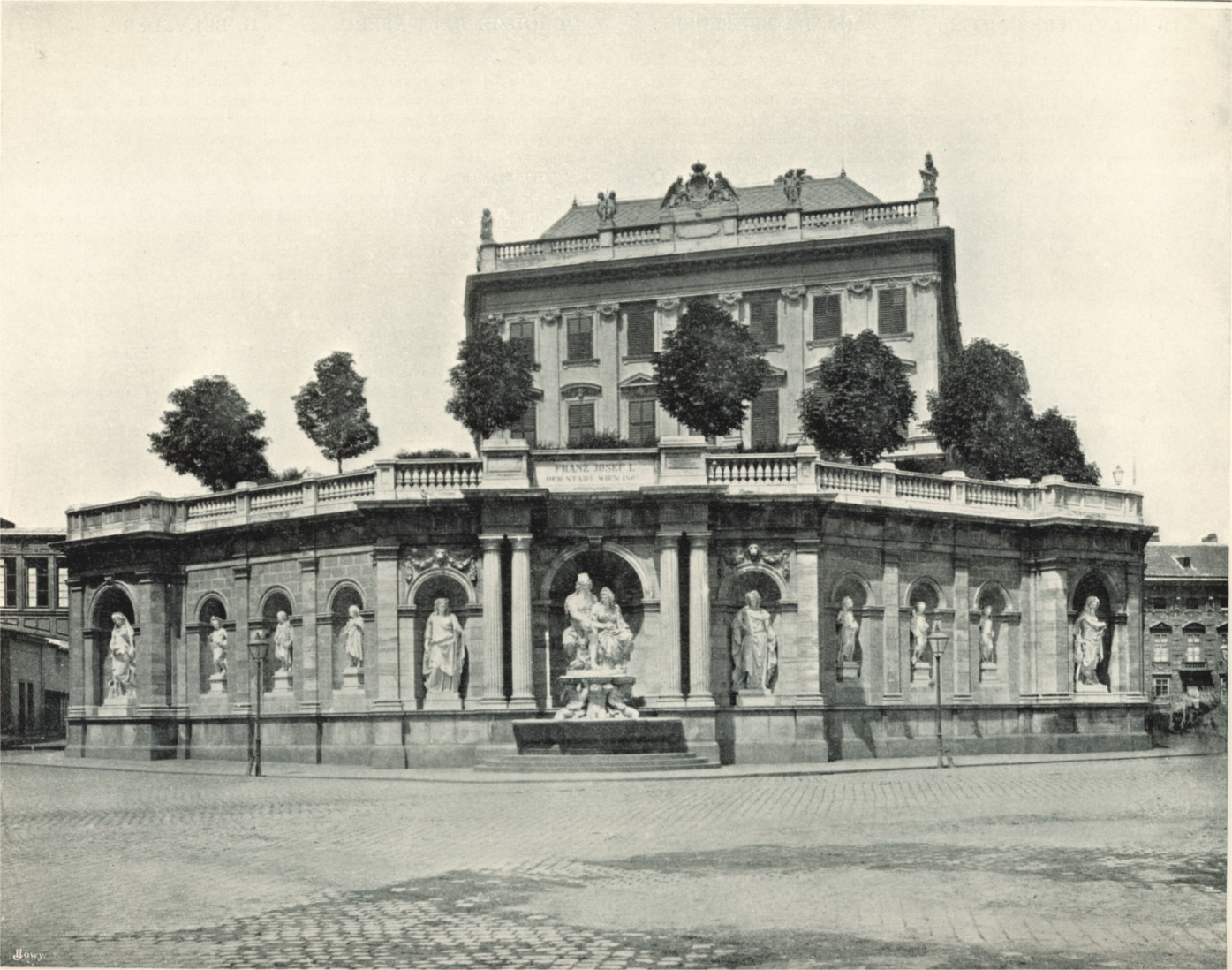
Палац Альбрехта, 1898

Наприкінці 1890-х у родині вибухнув скандал, коли виявилося, що спадкоємець австрійського престолу Франц Фердинанд часто навідував Тешенів не через інтерес до когось із старших доньок (Марії Генрієтті йшов тоді шістнадцятий рік), а до фрейліни княгині, Софії Хотек, яка згодом стала його дружиною.
У 1905 році сімейство перебралося з Прессбургу до Відня, де оселилося в Палаці Альбрехта у центрі міста.
У віці 25 років Марія Генрієтта вийшла заміж за 40-річного принца Готтфріда Гогенлое-Вальденбурга-Шиллінгсфюрста. Весілля відбулося 3 червня 1908 у Бадені біля Відня. Наречений був молодшим сином князя Костянтина цу Гогенлое-Шиллінгсфюрста та доводився небожем колишньому канцлеру Німецької імперії Хлодвігу Гогенлое. Перед одруженням він кілька років провів у Санкт-Петербурзі як військовий аташе.
У подружжя народилося троє дітей. У часи Першої світової Готтфрід обіймав посаду посла Австро-Угорщини в Німецькій імперії. Після звільнення зі служби захоплювався кінними перегонами, помер 7 листопада 1932-го. Марія Генрієтта пережила його майже на чверть століття.
Єдиний син Марії Генрієтти пішов з життя у грудні 1945 в Ткібулі у радянському полоні.
Принцеса відійшла у вічність у віці 73 років 2 вересня 1956 у Маріацеллі. Похована поруч із чоловіком у мавзолеї на цвинтарі Маріацеллю.

## Родина
Чоловік — Готтфрід Гогенлое-Вальденбурга-Шиллінгсфюрстський
Дітиː
- Єлизавета (1909—1987) — одружена не була, дітей не мала;
- Наталія (1911—1989) — одружена не була, дітей не мала;
- Фрідріх (1913—1945) — одружений не був, дітей не мав.

## Титули
- 10 січня 1883—3 червня 1908 — Її Імператорська та Королівська Високість Ерцгерцогиня та Імператорська Принцеса Марія Генрієтта Австрійська, Королівська Принцеса Угорщини та Богемії;
- 3 червня 1908—2 вересня 1956 — Її Імператорська та Королівська Високість Принцеса Готтфрід Гогенлое-Шиллінгсфюрст.